# L'Allegro, il Penseroso ed il Moderato
L'Allegro, il Penseroso ed il Moderato ("The Cheerful, the Thoughtful, and the Moderate Man"; HWV 55) è un oratorio di Georg Friedrich Händel basato sulla poesia di John Milton.

## Storia

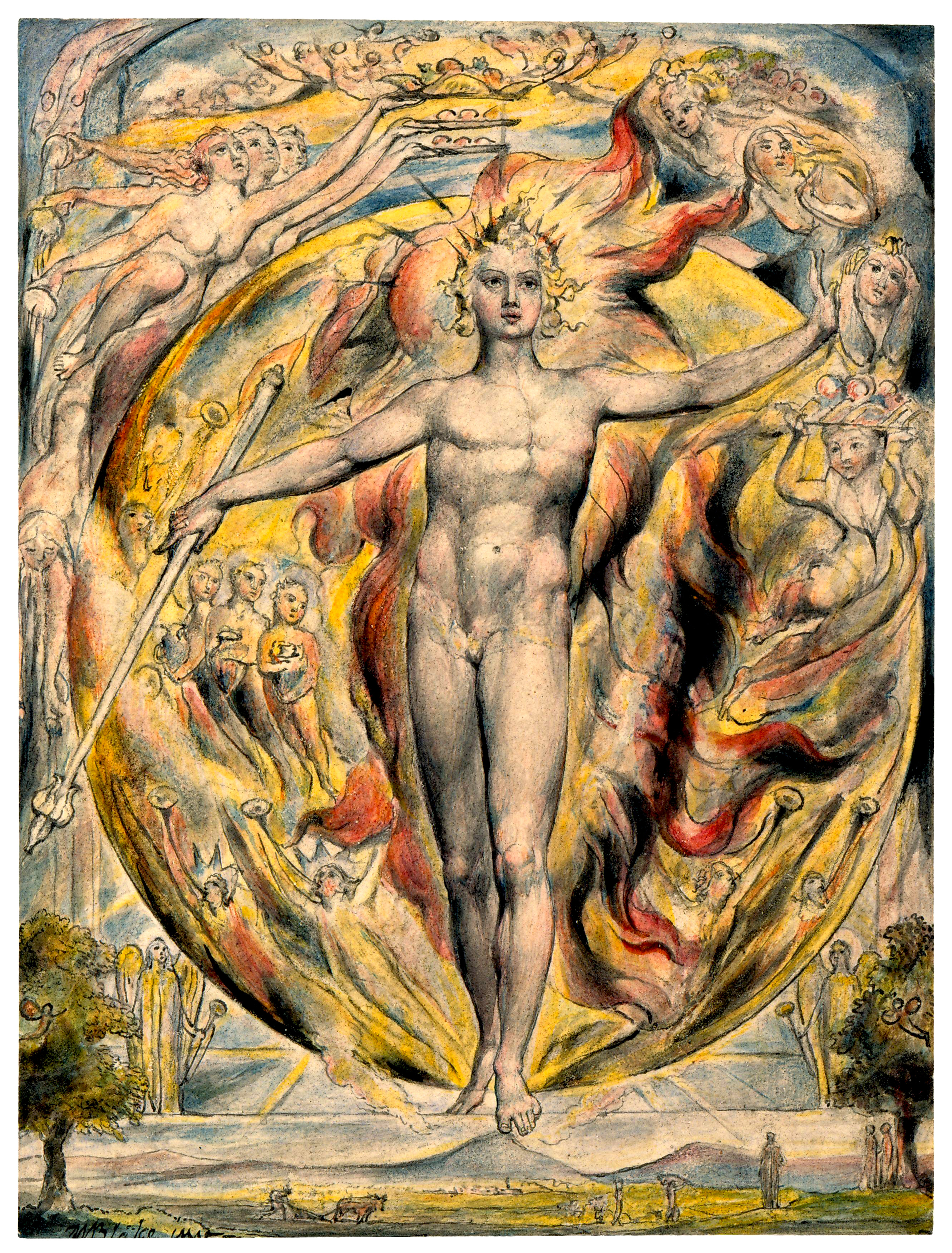
Penseroso e L'Allegro William Blake

Händel compose il lavoro nel periodo 19 gennaio - 4 febbraio 1740, e fu rappresentato la prima volta il 27 febbraio 1740 presso il Teatro Reale di Lincoln's Inn Fields. Sotto la spinta di uno dei librettisti di Händel, Charles Jennens, due poemetti di Milton, L'Allegro e il Penseroso, furono organizzati da James Harris, alternandoli per creare tensione drammatica tra i personaggi di Milton (L'Allegro o "l'uomo gioioso" e il Penseroso o "l'uomo contemplativo").
I primi due movimenti sono costituiti da questo drammatico dialogo tra i poemi di Milton. Nel tentativo di unire le due poesie in un "disegno morale" unico, su richiesta di Händel, Jennens aggiunse un nuovo poema, "Il Moderato", per creare un terzo movimento. L'aria conclusiva popolare e il coro, As Steals the Morn è adattato dalla Tempesta di Shakespeare, V.i.65-68.
Michael O'Connell e John Powell hanno pubblicato un'analisi sull'utilizzo di Händel del testo nel suo componimento musicale.

## Personaggi
- Soprano I
- Soprano II
- Contralto (solo alcune versioni)
- Tenore
- Basso
- Coro

Non ci sono personaggi, nessuno specifico Allegro o Penseroso. Il "dramma" deriva dall'alternanza degli episodi che rappresentano gli stati d'animo. Alcune versioni assegnano le arie a differenti solisti. Per esempio, la versione "da capo" dell'aria "Straight mine eye hath caught new pleasures" è cantata da un soprano (Gardiner, English Baroque Soloists, Monteverdi Choir, 1980) ma la versione troncata del recitativo è cantata da un basso (Nelson. Ensemble Orchestra de Paris, 2000). Inoltre tutti i solisti cantano nella sezione "il Moderato".

## Coreografia
Nel 1988, Mark Morris ha creato la coreografia di uno spettacolo di danza per accompagnare la musica e la poesia.